# ジャン・シャンタヴォワーヌ
ジャン・シャンタヴォワーヌ（フランス語: Jean Chantavoine, 1877年5月17日 - 1952年7月16日）は、フランスの音楽学者、伝記作家、パリ国立高等音楽・舞踊学校の総長。

## 生涯
パリに生まれた。ベートーヴェン、リスト、サン＝サーンス、モーツァルトの伝記など、多数の書籍や論文を発表している。
1933年、フランスの音楽雑誌『ル・メネストレル』誌上で、音楽院の書庫に保管されていたビゼーの交響曲 ハ長調の存在を発表した。また、数多くのベートーヴェンの草稿や書簡の初出版も手掛けており、一例として1903年の『Correspondance de Beethoven』（ベートーヴェンの書簡）が挙げられる。ミュシー＝シュル＝セーヌで75年の生涯を閉じた。